# Adolf Werner
Adolf Werner (Kiel, 19 oktober 1886 – aldaar, 6 september 1975) was een Duits voetballer.

## Carrière

### Club
Werner begon zijn carrière bij Holstein Kiel in 1902. In 1910 werd hij kampioen van Noord-Duitsland met de club en plaatste zich zo voor de eindronde om de landstitel. De club bereikte de finale tegen Karlsruher FV en verloor deze, echter speelde Werner de finale niet. In 1911-1912 speelde hij ook een tijd als gastspeler voor Victoria Hamburg. In 1912 speelde de club in de nationale eindronde de halve finale tegen BTuFC Viktoria 1889. Na negentig minuten stond het nog gelijk waardoor er verlengingen kwamen, nadat Kiel uiteindelijk op voorsprong kwam maakte Werner amper een minuut later een eigendoelpunt waardoor er nog een extra derde verlenging nodig was waarin Kiel wel kon scoren. In de finale stond de club opnieuw tegenover Karlsruher FV, deze keer met Werner in doel. In de 52ste minuut kwam Willi Fick ten val in het strafschopgebied en kreeg Kiel een strafschop toegewezen die omgezet werd door Ernst Möller. Het volgende jaar strandde de club in de halve finale tegen Duisburger SpV.

### Nationaal elftal
Op 13 maart 1909 debuteerde hij voor het nationale elftal in de eerste wedstrijd van Duitsland op Engelse bodem in Oxford tegen de Engelse amateurs. Ondanks een 9-0 pandoering kreeg hij in de Engelse pers goede kritieken en zelfs aanbiedingen om daar te komen spelen. Hij reisde in 1912 mee af naar Zweden om deel te nemen aan de Olympische Spelen. Hij stond in het doel in de 16-0 overwinning op Rusland, tot op heden de hoogste overwinning ooit voor het nationaal elftal.
Hij overleed in 1975 aan hartfalen. Zijn broers Friedrich en August speelden ook voor Holstein Kiel.